# Santino Mondello
Santino Mondello (Cetraro, 11 gennaio 1956) è un ex calciatore italiano, di ruolo attaccante.
Suo fratello Franco, anch'egli calciatore, scomparso nel febbraio 2011, ha militato in Serie C con le maglie di Livorno, Rende, Messina e Reggina.

## Carriera
Debutta in Serie A con la maglia del Catanzaro il 17 aprile 1977; poche settimane più tardi segna il suo primo (ed unico) gol massima serie nella vittoria dei calabresi per 2-1 sul Genoa; in quell'annata totalizza 3 gettoni in A.
Nella stagione seguente di Serie B rimane al Catanzaro, che aiuta a risalire in Serie A con 11 presenze ed una rete (nel pareggio 1-1 contro la Cremonese).
Nel 1979 passa per una stagione al Rende in Serie C1.
Tornerà a calcare i campi di Serie A, sempre col Catanzaro, nella stagione 1980-81 nella quale disputa 4 partite.
Nel 1982 passa al Messina che aiuta (con le sue 9 reti) a vincere il campionato di Serie C2.

## Palmarès
- Serie C2: 1

Messina: 1982-1983